# ريس بوبليكا كريستيانا

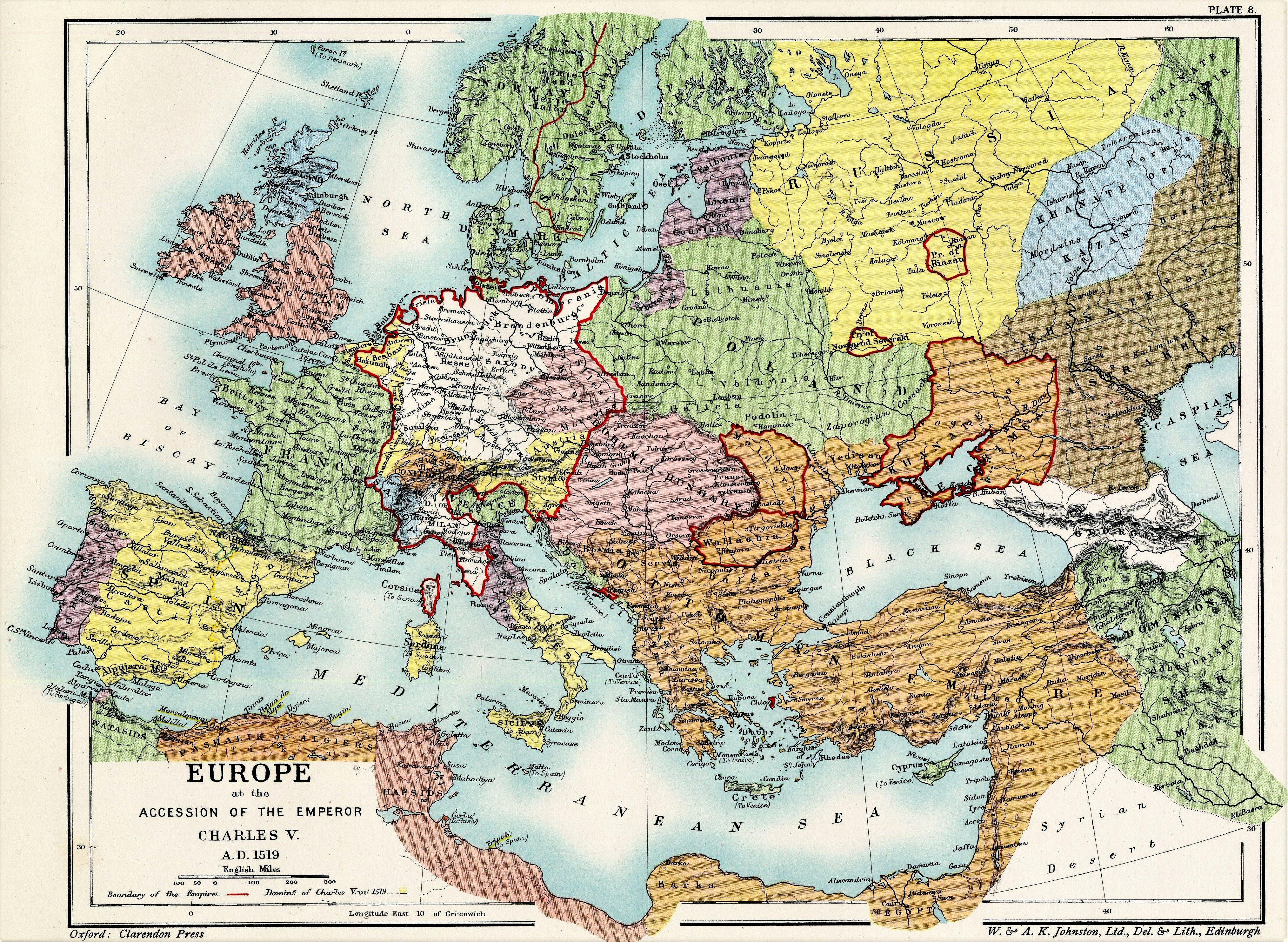

ريس بوبليكا كريستيانا (باللاتينيّة:Res publica christiana) هي عبارة لاتينية تجمع بين فكرة res publica وchristiana لوصف المجتمع المسيحي في جميع أنحاء العالم ورفاهها. كلمة ذات معنى مشابه إلى حد ما هو مصطلح «العالم المسيحي».